# The Wonderful Adventures of Nils
The Wonderful Adventures of Nils (яп. ニルスのふしぎな旅 Чудесное путешествие Нильса) — японский детский аниме-сериал, адаптация одноимённой шведской сказки Чудесное путешествие Нильса с дикими гусями, написанной Сельмой Лагерлёф. Это самый первый проект Studio Pierrot. Мультфильм планировали выпустить в кинопрокат, однако сразу выпустили на видеокассетах. Основной сюжет был в общем сохранён, однако в мультфильме появляется новый ключевой персонаж — домашний хомяк Нильса.

## Сюжет
Действие разворачивается вокруг 12-летнего ленивого мальчика Нильса Хольгерссона из бедной семьи фермеров. В свободное время он любит издеваться над фермерскими животными. Однажды Нильс ловит Ниссе (домовой гном), так как родители в это время были в Церкви, а Нильса оставили дома, чтобы тот учил стихи из Библии. Гном в обмен на свободу предлагает подарить Нильсу большую золотую монету, но мальчик обманывает гнома, и тот уменьшает Нильса до крошечного размера. Главный герой теперь может разговаривать с животными. Одни очень добродушно его встречают, другие же за ранние издевательства злятся и хотят отомстить.
Позже над фермой пролетали дикие гуси. И один гусь с фермы, Мортен, хочет присоединиться к стае. Он улетает вместе с маленьким Нильсом и его хомяком в далёкую Лапландию на лето. Сначала дикие гуси были недовольны новыми членами стаи, но потом взяли их в далёкие приключения через исторические уголки Швеции и, естественно, там без новых, опасных приключений не обойтись. Главный герой знакомится с новыми людьми и проходит своеобразную стадию катарсиса, учится помогать по-настоящему людям и меняется в лучшую сторону. Ведь только доказав гному, что он стал другим, Нильс сможет обратно вернуться в свой настоящий размер.

## Роли озвучивали
| Персонажи    | Сэйю             |
| ------------ | ---------------- |
| Нильс        | Мами Кояма       |
| Мортон       | Ясухара Ёсито    |
| Каррот       | Ямадзаки Тадаси  |
| Капитан Акко | Тэрадзима Нобуко |
| Ингрид       | Минори Мацусима  |
| Ондори       | Мидзутори Тэцуо  |
| Гачо         | Адати Синобу     |
| Выдра        | Хасэ Сандзи      |
| Густа        | Тиба Сигэру      |
| Гуннар       | Хидэюки Танака   |

## Медиа

### Книга
Изначально книга задумывалась как увлекательное пособие по географии Швеции в литературной форме для учеников первого класса, 9-летних детей. В Швеции с 1868 года уже существовала «Государственная книга для чтения», но, новаторская для своего времени, к концу XIX века она потеряла актуальность. Первый том вышел из печати в Стокгольме 24 ноября 1906 года, второй — в декабре 1907 года. Произведение стало самым читаемым в Скандинавии. Показав страну в восприятии ребёнка и оригинально соединив в одном произведении географию и сказку, Лагерлёф, как сказал поэт Карл Снойльский, вселила «жизнь и краски в сухой пустынный песок школьного урока».

### Аниме
Аниме-сериал показывали также в Канаде, Франции, Испании, Италии, Германии, Швеции, Нидерландах, Финляндии, Ирландии, Бельгии, Греции («Το θαυμαστό ταξίδι του Νίλς Χόλγκερσον»), Болгарии («Чудното пътуване на Нилс Холгерсон с дивите гъски»), Польше («Cudowna podróż»), Португалии, Румынии, Словении, Словакии, Венгрии («Nils Holgersson csodálatos utazása a vadludakkal»), Израиле («נילס הולגרסון»), Турции («Uçan Kaz»), арабских странах («مغامرات نيلز»), Гонконге, Китае, ЮАР (переведён на африкаанс) и Албании. Однако в Германии значительная часть сериала была вырезана и сжата в полнометражный мультфильм, длительностью в полтора часа.

#### Список серий
| Список серий | Список серий                               | Список серий        |
| № серии      | Название                                   | Трансляция в Японии |
| ------------ | ------------------------------------------ | ------------------- |
| 1            | Mischievous Nils                           |                     |
| 2            | Shrunken Nils                              |                     |
| 3            | Riding a goose                             |                     |
| 4            | SOS of the forest squirrels                |                     |
| 5            | Morten’s big pinch                         |                     |
| 6            | Bird strength contest                      |                     |
| 7            | Battle of the mice                         |                     |
| 8            | The crane’s ball                           |                     |
| 9            | Hungry Nils                                |                     |
| 10           | Lex’s evil scheme                          |                     |
| 11           | Walking lead statue                        |                     |
| 12           | Morten’s first love                        |                     |
| 13           | Goats of Hell’s valley                     |                     |
| 14           | Phantom town appearing on moonlit nights   |                     |
| 15           | The greedy crow and the coin bowl          |                     |
| 16           | Choose a crow boss                         |                     |
| 17           | Ransomed duck child                        |                     |
| 18           | The lake disappears                        |                     |
| 19           | Spoiled fawn                               |                     |
| 20           | Snake’s revenge                            |                     |
| 21           | A testy witch’s prank                      |                     |
| 22           | Bear twins who prowl the forest            |                     |
| 23           | Flood of swan lake                         |                     |
| 24           | Operation 'To hell with Lex the guard-dog' |                     |
| 25           | Rescue party from the sky                  |                     |
| 26           | One stormy day                             |                     |
| 27           | The story until now Morten’s engagement    |                     |
| 28           | Nils singing on a streetcorner             |                     |
| 29           | Arrested eagle                             |                     |
| 30           | The taste of freshly baked bread           |                     |
| 31           | Monster of the forest                      |                     |
| 32           | Look out, Nils: A mountain fire            |                     |
| 33           | Patrol of five                             |                     |
| 34           | Battle of the spirits of sun and ice       |                     |
| 35           | Goose guard child looking for his father   |                     |
| 36           | Bird love                                  |                     |
| 37           | Morten the rookie papa                     |                     |
| 38           | Lapland, land where the sun never sets     |                     |
| 39           | Don’t follow me, Golgo                     |                     |
| 40           | Wolf attack                                |                     |
| 41           | Lake fire festival                         |                     |
| 42           | Big man who built a forest                 |                     |
| 43           | Nils’s lullabye                            |                     |
| 44           | Bataki shut in                             |                     |
| 45           | Haunted house on a full moon               |                     |
| 46           | Sea shining silver                         |                     |
| 47           | Main event of the village festival         |                     |
| 48           | Lex’s new journey                          |                     |
| 49           | Nils discovers a secret                    |                     |
| 50           | Wild goose’s present                       |                     |
| 51           | To my old home                             |                     |
| 52           | Goodbye, Akka                              |                     |